# Tom Waits
Thomas Alan Waits (n. 7 decembrie 1949, Pomona, California, SUA) este un compozitor, poet și actor american. Vocea sa particulară a fost descrisă ca fiind „înecată într-un butoi de whisky, atârnată la afumat pentru câteva luni și apoi călcată de o mașină”. Muzica sa combină blues, jazz, rock și alternativ. Waits a compus coloana sonoră a unor filme („Night on Earth”, regia Jim Jarmusch), precum și opera „The Black Rider”. Cariera sa include roluri în filmele „Down by Law”, „Coffee And Cigarettes”, „The Fisher King” („Regele pescar”, regia Terry Gilliam), „Bram Stoker's Dracula”. În 1980 s-a căsătorit cu Kathleen Brennan, care i-a devenit și colaboratoare la majoritatea proiectelor muzicale.

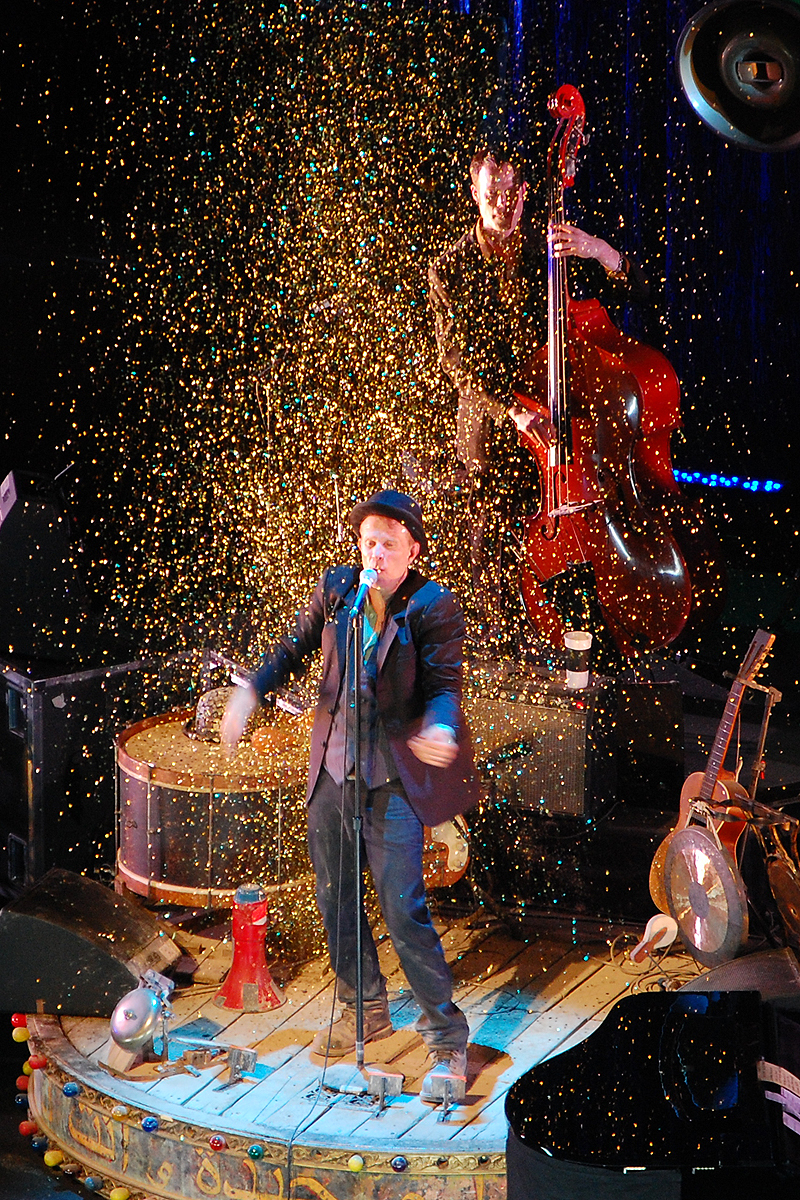
Tom Waits în Praga (2008)

## Discografie
- 1973 	Closing Time, Asylum
- 1974 	The Heart of Saturday Night, Asylum
- 1975 	Nighthawks at the Diner, inregistrare live, Asylum
- 1976 	Small Change, Asylum
- 1977 	Foreign Affairs, Asylum
- 1978 	Blue Valentine, Asylum
- 1980 	Heartattack and Vine
- 1982 	One from the Heart, CBS
- 1983 	Swordfishtrombones, Island
- 1985 	Rain Dogs, Island
- 1987 	Franks Wild Years, Collaboration with Benoît Christie, Island
- 1988 	Big Time, Island
- 1992 	Night on Earth; Bone Machine, Grammy pentru Cel Mai Bun Album Alternativ, Island
- 1993 	The Black Rider, in colaborare cu William S. Burroughs&Robert Wilson, Island
- 1999 	Mule Variations, Grammy pentru Cel Mai Bun Album Folk Contemporan, ANTI-
- 2002 	Blood Money, ANTI-; Alice, ANTI-
- 2004 	Real Gone, ANTI-
- 2006 	Orphans: Brawlers, Bawlers & Bastards, 3CD, ANTI-

## Filmografie
- 1986 Buclucuri cu legea (Down by Law), regia Jim Jarmusch
- 1992 Dracula (Bram Stoker's Dracula), regia Francis Ford Coppola